# 塩谷一夫
塩谷 一夫（しおのや かずお、1920年〈大正9年〉1月2日 - 1989年〈平成元年〉12月28日）は、日本の政治家、元自由民主党所属衆議院議員。

## 来歴
静岡県磐田郡袋井町（現・袋井市）出身。袋井町長、中遠鉄道社長、袋井合同運送取締役を務めた塩谷桑平と、きく（古田庄太郎二女）の七男。1941年に早稲田大学政治経済学部卒業。
1946年、地方建設研究所長。1948年、静岡県教育委員会委員。1951年、同県社会教育協会事務局長、同県総務部秘書課長となり1955年、県民会館長を兼務する。1957年、同県企画調整部秘書課長。
1967年、静岡県教育委員会企画調整部長を経て、第31回衆議院議員総選挙に中選挙区時代の旧静岡3区から立候補し初当選（通算7回当選）。ロッキード事件判決で自民党に逆風が吹いた1983年の第37回衆議院議員総選挙で落選したが、1986年の第38回衆議院議員総選挙で復帰した。
当初は党内の派閥は三木派だったが、四十日抗争の際に離脱し無派閥となり、その後安倍（晋太郎）派に加入する。
自民党が1987年度予算の委員会採決を強行採決した直後から、売上税撤回を求める署名運動の代表世話人に。晩年の1989年8月の自民党総裁選では亀井静香・平沼赳夫の要請で石原慎太郎（後の東京都知事）の推薦人名簿に名を連ねた。
議院在職中の1989年12月28日、死去した。69歳没。翌1990年1月8日、特旨を以て位記を追賜され、死没日付をもって正四位勲二等に叙され、旭日重光章を追贈された。追悼演説は翌1990年3月27日の衆議院本会議で、松前仰により行われた。
衆議院外務委員長・地方行政委員長を歴任したが、閣僚になることは1度もなかった。死去後の1990年第39回衆議院議員総選挙では塩谷立が地盤を継承し当選した。

## 人物
第二次世界大戦の際には中国戦線で戦闘に参加し、九死に一生を得た。その際、敵である中国人の子供に助けられたが、その子の名前の読みである「りゅう」を、後年生まれた長男の名にした。この長男が塩谷立である。
党内きってのハト派として知られる。朝鮮民主主義人民共和国にパイプを持つ数少ない自民党議員である。
性格は控えめである。宗教は仏教。趣味は読書、剣道。住所は静岡県浜松市蜆塚、静岡市水落町。剣道五段。

## 家族
塩谷家
- 妻[3]
- 長男・立[3]（衆議院議員、1950年 - ）
- 二男[3]